# San Sebastián (Cauca)
Pour les articles homonymes, voir San Sebastián.
San Sebastián est une municipalité située dans le département de Cauca, en Colombie.